# Jolly Jumper ne répond plus
Jolly Jumper ne répond plus est un one-shot de Guillaume Bouzard se déroulant dans l'univers de la série Lucky Luke créée par Morris.

## Synopsis
Jack Dalton a entrepris une grève de la faim en prison et ne veut parler qu'à Lucky Luke. Celui-ci doit également faire face à un autre problème : Jolly Jumper fait la tête et ne lui répond plus.